# (Set This) World Ablaze
(Set This) World Ablaze är den första live-DVD:n från metalcorekvintetten Killswitch Engage från Massachusetts i USA.
Dvd:n innehåller en livekonsert som är inspelad i "The Palladium" i Worcester i Massachusetts den 25 juli 2005.
Den inkluderar livespår från albumen Killswitch Engage, Alive or Just Breathing
och The End of Heartache. (Set This) World Ablaze har sålt guld.

## Spår
1. "A Bid Farewell"
2. "Breathe Life"
3. "Fixation on the Darkness"
4. "When Darkness Falls"
5. "Self Revolution"
6. "The End of Heartache"
7. "Take This Oath"
8. "Numbered Days"
9. "The Element of One"
10. "Prelude"
11. "Hope Is..."
12. "Life to Lifeless"
13. "My Last Serenade"
14. "Rose of Sharyn"

### Extranummer
1. "Vide Infra"
2. "Temple from the Within"

### Extramaterial
- Alla bandets musikvideor fram till och med The End of Heartache
- From The Bedroom To The Basement - En 85 minuter lång dokumentär om bandets uppkomst. Innehåller kommentarer från personer som Brian Fair från Shadows Fall, Randy Blythe från Lamb of God, Philip Labonte från All That Remains, Corey Taylor från Slipknot och Stone Sour, medlemmar ur Unearth, In Flames, God Forbid, As I Lay Dying, Mastodon och många fler.
- Också inkluderat är Bakom kulisserna-material från bandets tidiga dagar genom deras liveframträdanden fram till sommarturnén 2005.